# 兵庫県立尼崎高等学校
兵庫県立尼崎高等学校（ひょうごけんりつ あまがさき こうとうがっこう）は、兵庫県尼崎市北大物町にある公立の高等学校。大正末期1923年に尼崎市立の中学校（旧制）として創立した。通称は「県尼」（けんあま、市立の尼崎高校〈いちあま〉と区別するため）。

## 概要
1923年（大正12年）尼崎市に尼崎市立尼崎中学校（旧制）として創立した（文部省告示第183号3月20日付で開校を認可。のちに兵庫県立尼崎中学校に改称）。
太平洋戦争後の学制改革に伴い、新制の高校「兵庫県立尼崎高等学校」に改編。全日制普通科を設置した。
昭和20年代、30年代はスポーツも強く、県大会で決勝戦へ進出する常連校で、硬式野球部は甲子園（大会）に春・夏あわせて5回出場（昭和30年と昭和34年には、準決勝まで進出）。プロ野球界に進んだ卒業生もいる。
校訓は、「自主」を柱にして、「根性」と「聡明」の3つ。
教育課程は、普通科1学年240名と別枠で、“教育と絆”コース（教育総合類型を2014年から改編。1学年あたり40名）があり、保育士や小学校・中学校・高等学校の教員になりたい生徒が教員養成系の大学や短期大学を目指すコースである（推薦入試で生徒を募集）。

## 沿革
大正時代、尼崎市への県立中学校（旧制）設置の要望が高まり、1916年に県に陳情したが財政難を理由に拒否。第2代市長の上村盛治を中心に市立で中学校を建設する市民運動が発生し寄附も相次いだ。それでも建設資金が不足したため、運送業を営む佐古寛一（のちの日本通運取締役）が中心となり「芝居」を興業して残る資金を調達。市民ら649名の寄付をもとに学校が発足した。

### 年表
- 1923年（大正12年） - 4月、中学校（旧制）の尼崎市立尼崎中学校が開校[1]（定員750名[6]）。4月9日、第1回入学式を挙行。9月1日、兵庫県立第一神戸中学校（現兵庫県立神戸高等学校）教頭の吉野平蔵が、初代校長として着任[6]
- 1930年（昭和5年） - 1月22日、尼崎市から兵庫県に移管され、兵庫県立尼崎中学校に改称（文部省 告示 第9号1月22日付で費用負担者の変更と改称を認可[2]）
- 1948年 - 4月1日、学制改革により新制の高校の兵庫県立尼崎高等学校に改編（改称）。7月1日、男女共学化[6]
- 1949年 - 1月25日、定時制課程を併置（本校200名・西宮市に浜脇分校200名）。4月1日、尼崎市立尼崎商業高等学校と合併し、商業課を併設。定時制の良元分校を宝塚市に開校[6]
- 1950年 - 4月1日、家庭科を併設[6]
- 1951年 - 4月1日、浜脇分校を西宮市に移管[6]
- 1954年 - 3月20日、商業科の募集を廃止[6]
- 1960年 - 4月1日、家庭科を廃止[6]
- 1968年 - 4月1日、定時制課程が独立し、兵庫県立尼崎南高等学校となる[6]
- 1970年 - 牧会活動事件が発生
- 2008年（平成20年） - 教育総合類型を設置
- 2013年 - 11月2日、創立90周年記念式典を挙行[6]
- 2014年 - 教育総合類型を改編し、教育と絆コース設置

## 基礎データ

### 交通アクセス

#### 鉄道
- 大物駅（阪神本線・阪神なんば線）から北へ約800m（徒歩で約10分）または尼崎駅 (阪神)から北東へ約1.2km（徒歩で約15分）
- 尼崎駅 (JR西日本)から南へ約1.3 km（徒歩で約16分）

### 象徴

#### 制服
制服は1998年（平成10年）にデザインが一新された。

## 学校施設
かつての校舎は鉄筋3階建てで、阪神間で最初の鉄筋の建物だった（現存していない）。

## 学校行事
修学旅行では、2002年（平成14年）10月、大韓民国への修学旅行を実施した。

## 不祥事

### 推薦入試で英語に出題ミス
平成27年（2015年）度の推薦入試で英語の出題に不備があった。アルファベットを並べ替えて、正しい単語の綴りを答える設問だったが、不要なアルファベットを含めて出題されていた。

## 高校関係者と組織

### 関連団体
- 兵庫県立尼崎高等学校同窓会 - 同窓会。固有の団体名は無し

### 高校関係者一覧
政治・行政
- 秋山一郎 - 元陸上自衛官・化学兵器禁止機関査察局長
- 大前繁雄 - 元衆議院議員
- 谷川秀善 - 元外務副大臣、元参議院議員
- 平松邦夫 - 第18代大阪市長。元アナウンサー
- 野草平十郎 - 第5代尼崎市長

経済
- 樋口武男 - 大和ハウス工業会長兼CEO
- 廣瀬博 - 元住友化学社長。元東日本高速道路社長

教育・学問
- 金子太郎 - 元神戸女子薬科大学名誉学長・理事
- 信多純一 - 大阪大学名誉教授（国文学）
- 南波浩 - 同志社大学名誉教授（国文学）
- 榎原猛 - 大阪大学名誉教授（憲法学者）
- 前田卓郎 - 株式会社 希学園 首都圏 代表取締役社長（算数）

文化・芸能
- 小高直子 - CBCテレビアナウンサー
- 下畑卓 - 児童文学作家
- 白髪一雄 - 画家
- 砂川しげひさ - 漫画家
- 柳原良平 - 漫画家

スポーツ
- 今津光男 - 元プロ野球選手
- 江渡辰郎 - 元プロ野球選手
- 合田栄蔵 - 元プロ野球選手
- 佐藤弘明 - メルボルン五輪サッカー日本代表
- 島田幸作 - 元プロゴルファー。元日本ゴルフツアー機構会長
- 谷田比呂美 - 元プロ野球選手
- 長幡忠夫 - 元プロ野球選手
- 児玉禎彦 - 元プロ野球選手

その他
- 小林稔 - 元競馬騎手・競馬調教師（中退）
- 澤田隆治 - 元テレビプロデューサー・テレビディレクター（尼崎市立尼崎高等学校へ転学）